# 松平近貞 (豊後国府内藩主)
松平 近貞（まつだいら ちかさだ）は、江戸時代中期の大名。豊後国府内藩の第4代藩主。官位は従五位下・主膳正、対馬守。親清流大給松平家8代当主。

## 略歴
三河国田原藩2代藩主・三宅康雄の三男として誕生した。
正徳2年（1712年）正月、先代藩主で母方のおじにあたる松平近禎の婿養子となり、享保10年（1725年）の近禎の死去により跡を継いだ。享保の大飢饉や享保17年（1732年）の虫害による大被害で藩財政は一気に悪化し、幕府から3000両の金を借用して何とかする有様であった。寛保3年（1743年）4月にも城下で大火が起こり、幕府から2000両借用するなどして藩財政は破綻した。
このため、租税政策を重点において定免制度の制定や厳しい倹約令の制定、さらに商人から御用金をせしめて藩財政を再建しようとしたが、やがて失意のうちに延享2年（1745年）9月18日、家督を長男・近形に譲って隠居した。
宝暦7年（1757年）5月13日、69歳で死去した。法号は雲晴院。墓所は東京都小石川の伝通院と大分県の浄安寺。

## 系譜
父母
- 三宅康雄（実父）
- 松平近陳の娘（実母）
- 松平近禎（養父）

正室
- 松平近禎の娘

側室
- 百樹院

子女
- 松平近形（長男）
- 三宅康之[注釈 1]（次男）生母は百樹院（側室）
- 土岐頼煕正室
- 松平近朝室
- 松平定秀正室
- 堀田一敦室後に島津忠瑛室
- 宣遊院 ー 加藤泰宦正室
- 於只、証円院 ー 阿部正賀正室